# Fahiluka
Fahiluka is een bestuurslaag in het regentschap Belu van de provincie Oost-Nusa Tenggara, Indonesië. Fahiluka telt 2142 inwoners (volkstelling 2010).